# Brownimecia
Brownimecia es un género extinto de hormigas, el único género de la tribu Brownimeciini y subfamilia Brownimeciinae de los Formicidae. Se conocen fósiles de las especies identificadas, Brownimecia clavata y Brownimecia inconspicua, del Cretácico Superior de Norteamérica. El género es una de las varias hormigas descritas en ámbar del Cretácico Superior de Nueva Jersey. Brownimecia se colocó inicialmente en la subfamilia Ponerinae, hasta que fue transferida a su propia subfamilia en 2003; se puede distinguir de otras hormigas debido a sus inusuales mandíbulas en forma de hoz y otras características morfológicas que hacen que esta hormiga sea única entre los Formicidae. B. clavata también es pequeña, mide 3,43 milímetros (0,135 pulgadas), y casi todos los especímenes recolectados tienen aguijón. La morfología de las mandíbulas sugiere un alto nivel de especialización alimentaria.

## Historia y clasificación
Brownimecia clavata se conoce a partir de tres fósiles adultos: el holotipo -espécimen número AMNH NJ-667- recogido por Yale Goldman; el paratipo; y un tercero descrito en 2005. En el momento de la descripción del género, los especímenes tipo residían en el Museo Americano de Historia Natural, en la ciudad de Nueva York. Todos los especímenes descritos son hembras adultas de casta obrera que se han conservado como inclusiones en trozos transparentes de ámbar de Nueva Jersey. Los especímenes de ámbar se recuperaron de depósitos de arcilla refractaria de South Amboy, parte de la formación Raritan. El ámbar de Nueva Jersey se ha datado en torno a los 90-94 mya, lo que lo sitúa en el Turoniano del Cretácico Superior. El análisis de la composición del ámbar indica que se originó como resinas cupresáceas que se depositaron en lagunas y marismas de agua salada a lo largo de la costa oriental del Cretácico. Brownimecia clavata es una de las varias especies de hormigas descritas en el ámbar de Nueva Jersey, las otras son Sphecomyrma freyi, Sphecomyrma mesaki, Baikuris casei y Kyromyrma neffi.
Los fósiles tipo fueron estudiados por primera vez por los paleoentomólogos David Grimaldi, Donat Agusti y James Carpenter, del Museo Americano. El nombre del género fue acuñado por ellos como patronímico en honor al sistemático de hormigas William L. Brown, Jr. que co-describió el primer género y especie de hormigas del Cretácico, Sphecomyrma freyi. El epíteto específico clavata se eligió como referencia a las características antenas en forma de garrote de las obreras. Grimaldi, Agusti y Carpenter situaron el nuevo género en la actual subfamilia de hormigas Ponerinae, sin asignación tribal, basándose en una ligera constricción del gáster. También observaron varias características que comparten con las hormigas del grupo de los ambliponinos, que entonces formaban parte de Ponerinae. Las obreras tienen espolones genales en la zona del borde inferior, bajo los pequeños ojos compuestos. Las obreras también tienen mandíbulas estrechas y largas, al igual que algunos géneros de ambliponinos. La colocación en Ponerinae se mantuvo sin cambios hasta que el mirmecólogo Barry Bolton publicó una revisión de la subfamilia en 2003. En ese artículo se demostró que la subfamilia era una agrupación parafilética y muchos de los géneros incluidos se trasladaron a subfamilias separadas, incluidos los ambliponinos y Brownimecia. Debido a la combinación única de características morfológicas encontradas en Brownimecia, Bolton erigió la nueva subfamilia Brownimeciinae para el género. Bolton señala que sus mandíbulas en forma de hoz, que carecen de dientes, no son habituales en las hormigas y a menudo se asocian con un comportamiento dulótico, o esclavista, en los géneros existentes. En contraste con las hormigas del grupo del tallo, como las sphecomyrmines, los escapos de las obreras de Brownimecia son más alargados como los de las hormigas del grupo de la corona.En su examen filogenético de 2007 de Formicidae, el entomólogo Philip Ward señala la posibilidad de que Brownimecia sea un género del grupo de la corona y colocó a la subfamilia en el grupo informal "poneroide" en su filogonía.

## Descripción

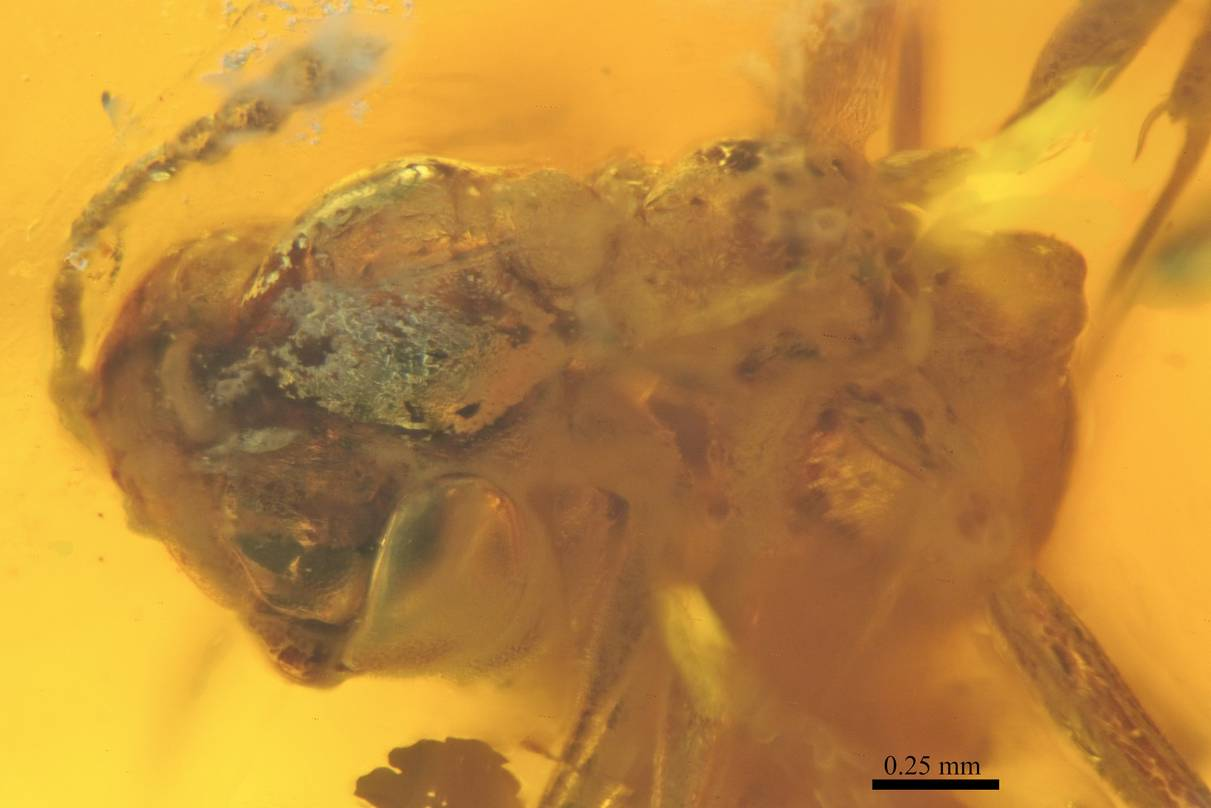
Holotipo de B. clavata, vista dorsal

Tanto la obrera holotipo de Brownimecia como la obrera de 2005 están completas y totalmente conservadas en posición enroscada y con los aguijones extendidos. La obrera paratípica está muy incompleta; es muy probable que el ámbar en el que se encuentra haya sido pulido, al menos en parte, en una roca, lo que hizo que la hormiga quedara expuesta y que partes de la cabeza, la antena izquierda, las patas medias, las patas traseras y todas las antenas y patas delanteras derechas desaparecieran. La exposición permitió examinar la cavidad interior del fósil al microscopio electrónico de barrido tras recubrirla con una capa de oro.
El holotipo tiene una longitud total del cuerpo de aproximadamente 3,43 milímetros (0,135 pulgadas) con setas finamente dispersas en todas las partes excepto en el notum y el propodeum. La cabeza es grande con pequeños ojos compuestos redondeados compuestos por unos cien ommatidia. El holotipo no muestra claramente si los ocelos están presentes o ausentes, pero están claramente ausentes en el espécimen de 2005. Las mandíbulas tienen forma de cimitarra, sin dientes en los lados interiores y casi la longitud de la cabeza. Las mandíbulas se cruzan entre sí cerca de la mitad de su longitud y las superficies orales llevan aproximadamente treinta setae cortas en forma de aguja.El clypeus es corto pero ancho, cruzando casi toda la anchura de la cabeza. Crenelaciones perpendiculares corren a lo largo del margen superior del clypeus en el espécimen de 2005.La gena tiene una estructura distintiva en forma de diente en los lados inferiores. Las antenas, de once segmentos, se distinguen por tener una punta en forma de garrote, una característica que no se ha descrito en ninguna otra hormiga del Cretácico. El segmento apical del flagelómero es casi el doble de ancho que los demás segmentos, mientras que los segmentos tercero a sexto son los más cortos y el segundo flagelómero está ligeramente hinchado.
Los espiráculos metatorácicos están elevados sobre pequeños conos que sobresalen del alitral, mientras que los orificios de la glándula metapleural no están notablemente elevados, teniendo una cresta que conduce a ellos. Todos los orificios de las glándulas alitrales y de los espiráculos están hasta cierto punto oscurecidos en el holotipo por espumas de burbujas que escaparon de ellos poco después de que la obrera fuera enterrada en la savia. La parte superior del pecíolo forma un ápice puntiagudo en lugar de una cúpula más redondeada. Hay una cubierta de finos pelos de microtriquia en el pecíolo y un par de pequeñas setas están situadas cerca del ápice. En la parte delantera del pecíolo hay una estrecha zona de unión con el propóleo, mientras que la parte trasera se ensancha en una gran zona de unión con el gáster. El helcio, una pequeña placa de exoesqueleto entre el pecíolo y el gáster, está desarrollado y presenta crenelaciones en el borde posterior. Hay una pequeña pero marcada constricción entre el primer y el segundo segmento del gáster. Tanto el holotipo como los especímenes de 2005 tienen la punta del gáster completamente conservada y muestran el aguijón extendido, mientras que al paratipo le falta la zona de la punta..
Debido a la inusual morfología de las mandíbulas, los científicos han sugerido que Brownimecia puede haber tenido un alto nivel de especialización en la alimentación.
- Brownimecia clavata Grimaldi, Agosti & Carpenter, 1997
- Brownimecia inconspicua Sosiak et al., 2024.[6]